# Lapedona
Lapedona – miejscowość i gmina we Włoszech, w regionie Marche, w prowincji Fermo.
Według danych na styczeń 2009 gminę zamieszkiwało 1178 osób przy gęstości zaludnienia 79,6 os./1 km².